# Prumnopitys
Prumnopitys — рід хвойних рослин родини подокарпових. Рослини цього роду були виявлені у початку міоцену (близько 20 млн років тому) відкладеннях на півдні Нової Зеландії.

## Поширення, екологія
Східна Австралія, Нова Каледонія і Нова Зеландія, і від Чилі до Венесуели і Коста-Рика.

## Морфологія
Це гіллясті дводомні дерева до 60 м заввишки. Кора гладка, волокниста, і від червонуватого до жовтувато-коричневого кольору, часто темніша зовні, але вивітрюючись стає сірою чи старіші дерева лущаться на нерегулярні більш-менш чотирикутні пластини товщиною 3-5 мм і 3-10 см в діаметрі, з розкиданими чечевичками. Листя спірально розміщене, двосторонньо плоске, лінійне.